# 刘延年
刘延年（?—?），中国五胡十六国漢國皇族。新兴（今山西省忻州）匈奴人。
刘延年是刘渊的哥哥，跟随刘渊举兵，封左独鹿王、江都王。奉命和右於陆王刘景率军二万征讨鲜卑，因为刘宣劝阻，罢兵。309年，担任大司空。310年，刘渊临终，刘延年为太保。刘聪即位，为太宰。312年，刘聪擅杀臣属，多次劝阻。314年，刘延年录尚书六条（吏部、殿中、五兵、田曹、度支、左民）事。

## 资料来源
- 《资治通鉴》晋纪

1. ↑  《元和郡县图志·卷十三·河东道二》：大于城，在县西南十一里。本刘元海筑，令兄延年镇之，胡语长兄为大于，因以为名。